# Europäisches Jahr der Freiwilligentätigkeit
Das Europäische Jahr der Freiwilligentätigkeit (EJF), oder Europäisches Jahr der Freiwilligentätigkeit zur Förderung der aktiven Bürgerschaft (2011), wie es im Volltext heißt, ist das am 27. November 2009 vom Rat der Europäischen Union und dem Europäischen Parlament auf Vorschlag der Kommission beschlossene Europäische Jahr 2011.

## Hintergrund
Die EU hat das freiwillige Engagement ihrer Bürger seit langem als Element der Förderung des sozialen Zusammenhalts sowie als wichtigen Wirtschaftsfaktor erkannt. Laut einer aktuellen Studie der Europäischen Kommission sind rund 92 bis 94 Millionen Erwachsene in der EU im freiwilligen Sektor aktiv, das sind etwa 22 bis 23 Prozent. In Deutschland engagieren sich sogar 36 Prozent der Bevölkerung oder 23,5 Millionen Menschen ehrenamtlich. Freiwilligentätigkeit zieht sich dabei quer durch alle Altersgruppen. Eine besonders wichtige Rolle im ehrenamtlichen Engagement nimmt in fast allen EU-Mitgliedstaaten der Sport ein.
Auch als Wirtschaftsfaktor hat Freiwilligentätigkeit in den meisten EU-Mitgliedstaaten eine hohe Bedeutung. In Österreich, den Niederlanden und Schweden trägt ehrenamtliches Engagement mit mehr als drei Prozent zum Bruttoinlandsprodukt bei.

## Zielsetzungen
Ziel des Europäischen Jahres 2011 ist es, die Bedeutung der Freiwilligentätigkeit für die europäische Gesellschaft bekannter zu machen. Daneben sollen die Freiwilligentätigkeit gefördert, Freiwilligenorganisationen gestärkt und ehrenamtliches Engagement stärker gewürdigt werden.

## Umsetzung
Die Aktivitäten im Rahmen des Europäischen Jahres werden weitgehend dezentral umgesetzt. Hierzu hat jeder EU-Mitgliedstaat ein nationales Programm aufgestellt. Die Europäische Kommission hat zudem Mittel in Höhe von insgesamt 8 Millionen Euro zur Verfügung gestellt, um Informationskampagnen auf nationaler und europäischer Ebene zu finanzieren. Dazu zählt zum einen die „EYV-Tour“, in deren Rahmen Freiwillige in allen EU-Mitgliedstaaten ihre Arbeit vorzustellen, einander zu begegnen, ihre Anliegen mit Politikern und dem allgemeinen Publikum zu teilen und Schlüsselfragen für die Zukunft ihrer Tätigkeit zu diskutieren. Darüber hinaus wird eine Staffel von 27 Freiwilligen mit journalistischem Hintergrund, je einem aus jedem Mitgliedsstaat, die Tour durch alle Etappen begleiten. Dieses Team wird über Freiwillige in anderen EU-Staaten berichten und eine Reihe von Video- und Audioclips und Artikeln produzieren, die in Medien und auf der EJF2011-Website veröffentlicht werden.

## Das Europäische Jahr 2011 in Deutschland
In Deutschland ist das Bundesministerium für Familie, Senioren, Frauen und Jugend federführend und verantwortlich für das nationale Programm. Die Geschäftsstelle zum Europäischen Jahr 2011
ist bei der Bundesarbeitsgemeinschaft der Freien Wohlfahrtspflege eingerichtet.
Das nationale Programm setzt folgende Schwerpunkte:
- Stärkung der Aufmerksamkeit und Anerkennung für Freiwillige und bürgerschaftliches Engagement in der Gesellschaft
- besonderer Fokus: generationenübergreifende Aktivitäten
- gezielte Ansprache von Frauen, jungen Menschen, Älteren und Migranten
- Intensivierung des Austauschs mit Verbänden und Organisationen der Zivilgesellschaft zur
- Verbesserung des Umfelds für Freiwillige und bürgerschaftliches Engagement
- Unterstützung einer besseren Vernetzung und Kooperation der Akteure und der
- Informationsangebote über bürgerschaftliches Engagement in Deutschland und Europa
- Initiierung eines regelmäßigen Dialogs zum bürgerschaftlichen Engagement auf EU-Ebene

Den Auftakt zum Europäischen Jahr 2011 in Deutschland bildet eine zentrale Veranstaltung in Berlin am 21. Februar 2011. Im Laufe des Jahres finden darüber hinaus Regionalkonferenzen zu verschiedenen Themen statt:
- Mai 2011 Regionalkonferenz in Hamburg: Engagement bewegt Generationen
- Juli/August 2011 Regionalkonferenz in Immenhausen: „Junge Heldinnen und Helden?!“ – Nachwuchsgewinnung im Bevölkerungsschutz
- September 2011 Regionalkonferenz: Förderung freiwilligen Engagements von Migrantinnen im Sport
- September 2011 Regionalkonferenz in München: Engagement und Erwerbsarbeit in Europa
- Oktober 2011 Regionalkonferenz in Düsseldorf: „Brücken schlagen, Gemeinschaft zusammen gestalten in der (Euro)Region Rhein-Ruhr und den Niederlanden“
- Oktober 2011 Regionalkonferenz in Stuttgart: „Bürgerschaftliches Engagement für Europa!“
- Dezember 2011 Abschlussveranstaltung voraussichtlich in Berlin